# イルフォードFC
イルフォード・フットボールクラブ（Ilford Football Club）はイングランド、ロンドン、レッドブリッジ内、イルフォードを本拠地とするサッカークラブチームである。2008-2009シーズンはイスミアンリーグ・ディヴィジョン1・ノース（8部相当）に所属。

## タイトル

### 国内タイトル
- FAアマチュアカップ:2回

1928-1929,1929-1930
- イスミアンリーグ・プレミアディヴィジョン:3回

1906-1907,1920-1921,1921-1922
- イスミアンリーグ・ディヴィジョン2:1回

2004-2005

### 国際タイトル
- なし